# Experimentální hra
 Experimentální hra  je technika experimentální teorie her, testující na subjektech – obvykle lidských – jejich strategické chování nebo rozhodování v konfliktních či naopak kooperativních situacích. Z výzkumných důvodů je používána také v ekonomii, především pak v experimentální ekonomii, psychologii nebo sociologii.  Řidčeji v personalistice k otestování rozhodování uchazeče v konfliktních podmínkách nebo v pedagogice k výuce strategického myšlení.
Za autora pravděpodobně první experimentální hry je považován Daniel Bernoulli; pokusem analyzoval chování lidí v situacích rozhodování mezi jistým malým ziskem a nejistým vysokým (v tomto případě s nekonečnou)  střední hodnotou. Výsledek přednesl roku 1738 před Petrohradskou akademií věd jako Petrohradský paradox. V tomto případě experimentálně vyvrátil předpoklad, že se lidské subjekty při rozhodování v nejistotě orientují především dle  střední hodnoty).
Mezi průkopníky použití  experimentálních her patří izraelští psychologové Daniel Kahneman a Amos Tversky, za jejichž  experimentálně ekonomické výsledky objasňující lidský vztah k riziku obdržel Daniel Kahneman v roce 2002  Nobelovu cenu, dále například americký ekonom Colin  F. Camerer.

## Příklady často používaných experimentálních her
- Vězňovo dilema
- Dictator game
- Ultimatum game
- Public good game
- Trust game